# Epizonora bertrami
Epizonora bertrami är en fjärilsart som beskrevs av Lucas 1939. Epizonora bertrami ingår i släktet Epizonora och familjen mott. Inga underarter finns listade i Catalogue of Life.